# Tsunade
Tsunade (綱手, Tsunade) és un personatge de ficció del manga i anime Naruto, escrit i il·lustrat per Masashi Kishimoto.

## Biografia
Neta del primer Hokage Hashirama Senju, Tsunade va ser alumne d'Hiruzen Sarutobi, el Tercer Hokage, juntament amb Orochimaru i Jiraya: més tard seran coneguts com els "Tres Ninja llegendaris" (Sannin), nom que se'ls va donar per Hanzo de les Salamandres.
Durant la Segona Guerra Ninja, el seu germà petit Nawaki i el seu xicot Dan van ser assassinats: després d'aquest esdeveniment, que li va provocar una forta hemofòbia, va abandonar el Leaf Village prenent la neboda de Dan Shizune com a estudiant.

## Descripció
Tot i ser una dona de 50 anys, Tsunade es presenta, gràcies a les seves tècniques, com una dona molt més jove i encantadora, amb els cabells llargs i ros lligats amb dues cues de cavall baixes i ulls marrons; Porta pintallavis i esmalt d'ungles vermell a les ungles de les mans i dels peus. Al front té un petit rombe porpra, el segell Byakugou, que serveix per emmagatzemar chakra, però el tret físic que més la caracteritza és el fet de tenir els pits extremadament grans (106 cm segons Jiraiya).